# Спартак (Луцьк)
«Спартак» — футбольний клуб із Луцька. Чемпіон Волинської області 1948 року. Володар Кубка області 1965 року.

## Історія
У Луцьку спортивне товариство «Спартак» розпочало діяльність після приходу радянських військ 1939 року. «Спартак» став одним із провідних футбольних колективів міста, взяв участь у першості Луцька 1940 року. Серед гравців того періоду преса згадує прізвища Баумберг, Готман, Ведмеденко, Дашкевич, Пінус, Хаїт і Шацький.
У фіналі Кубка Луцька 1941 р. спартаківці поступилися «Динамо» з рахунком 1:4. На 25 червня був запланований початок чемпіонату області 1941 (за участю «Спартака»), однак 22 червня розпочалася німецько-радянська війна.
Учасник обласних змагань 1946—1953 і 1961—1967 років. У першостях 1964—1966 «Спартак» тричі поспіль фінішував на 4-му місці в чемпіонаті Волині. Із 1967 року команда не брала участі в обласних змаганнях, найімовірніше, це пов'язано з тим, що ДСТ «Спартак» відмовилося від утримання футбольних команд.
У фіналі Кубка Волинської області 1965 року «Спартак» у додатковий час переміг «Шахтар» (Нововолинськ) — 3:1.

## Досягнення
- Чемпіон Волинської області (1): 1948;
  - 2-е місце в чемпіонаті області (1): 1961;
- Володар Кубка Волинської області (1): 1965:
  - фіналіст Кубка області (2): 1963, 1966;
- фіналіст Кубка Луцька (1): 1941.